# 深爪
深爪（ふかづめ）とは、指先の皮膚及び爪床を露呈するほど爪を切ってしまったり、爪噛み癖によって短くなっている状態。
爪床は毛細血管が集積する部分であり、外傷及び感染に敏感で、深爪とはそれを露呈することとなる。
深爪による発症としては化膿性爪囲炎（瘭疽）が挙げられる。
ひょう疽を発症すると、早期の場合は消毒と抗生物質の塗り薬等で治まるが、数日放置した場合は最悪爪の一部及び全てを切断（除去）し、消毒、抗生物質、ガーゼ等で保護、細菌類が一切入らないように隔離する必要がある。
爪を除去する場合は通常麻酔を打つが、麻酔が切れた後1〜2日程激痛が襲う。また外観として、爪床が赤く腫れ上がる。爪を全て除去した場合は爪が完全に再生するまで、歪な爪が伸びることがある。
なお、深爪は陥入爪や巻き爪の原因ともなることがある。